# Balıkesir
Balıkesir (o Balikesri) (antigament en grec: Αχυράους; en llatí: Achiraum; i també Achyraus, Anchiraois, Ancyre,Anchirao) és una ciutat de la regió de la Màrmara, a Turquia, i capital de la província homònima, amb una població de 215.436 habitants.

## Economia
La seva economia està basada en l'olivera i productes derivats. També produeix llegums, cereals i fruites. La seva població el 1945 era només de 34.000 habitants.

## Turisme i llocs d'interès
El lloc és molt apropiat pel turisme (especialment interior) per la bellesa dels eu paisatge i la proximitat del mont Ida (Kaz Dagi) i les ruïnes romanes de Hadrianutherae, fundada per l'emperador Hadrià. Altres llocs d'interès són Kuş Cenneti (parc nacional i reserva d'ocells), Erdek, Bandirma, les badies d'Edremit i Ayvalik, les platges de la costa, Şeytan Sofrası (Taula del Dimoni), les illes del mar de Màrmara, l'illa Alibey (Cunda), els museus a l'aire lliure d'Erdek i Gönen, les ruïnes de Kyzikus, la mesquita de Balikesir (mesquita Yıldırım o Eski Cami), la mesquita de Zaganos Pasha, la mesquita amb rellotge d'Ayvalik, i la mesquita Alibey (Çınarlı Cami).

## Història
Hadrianutherae fou una ciutat de Mísia a la via entre Ergastèria i Miletòpolis, construïda per l'emperador Hadrià per commemorar un èxit de cacera que havia tingut a la rodalia. Va arribar a ser seu d'un bisbe. Existeixen monedes de la ciutat des Hadrià en endavant, i en alguna s'esmenta al senat de la ciutat
En el període romà d'Orient fou coneguda com a Palaeokastron. Fou part de l'emirat de Karasi a partir del 1300. La va visitar Ibn Battuta el 1330. A partir del 1335 els otomans van anar annexionant l'emirat de Karasi i amb aquest la ciutat de Balikesri. Fou un sandjak de l'eyalat d'Anadolu però sota Mahmud II fou incorporada al vilayat de Khudavendjar

## Personatges il·lustres
- Imam Birgivi, erudit
- Ömer Seyfettin, escriptor
- Mehmet Ali Yağcı, lluitador
- Caner Erkin, futbolista
- Olcan Adın, futbolista
- Fikret Hakan - Actor
- Zağanos Pasha - Comandant militar otomà
- Mehmet Çoban - Lluitador de lluita grecoromana
- Kurtdereli Mehmet Pehlivan - Famós lluitador
- Olcan Adın - futbolista del Gaziantepspor
- İlhan Eker - futbolista del Fenerbahçe SK
- Egemen Korkmaz - futbolista del Trabzonspor
- Uğur Tütüneker - antic futbolista del Galatasaray S.K i el Bayern München
- Oğuz Savaş - Fenerbahçe Ülker jugador de bàsquet
- Tülin Altıntaş - jugadora de voleibol del Beşiktaş